# Christoph (Jever)

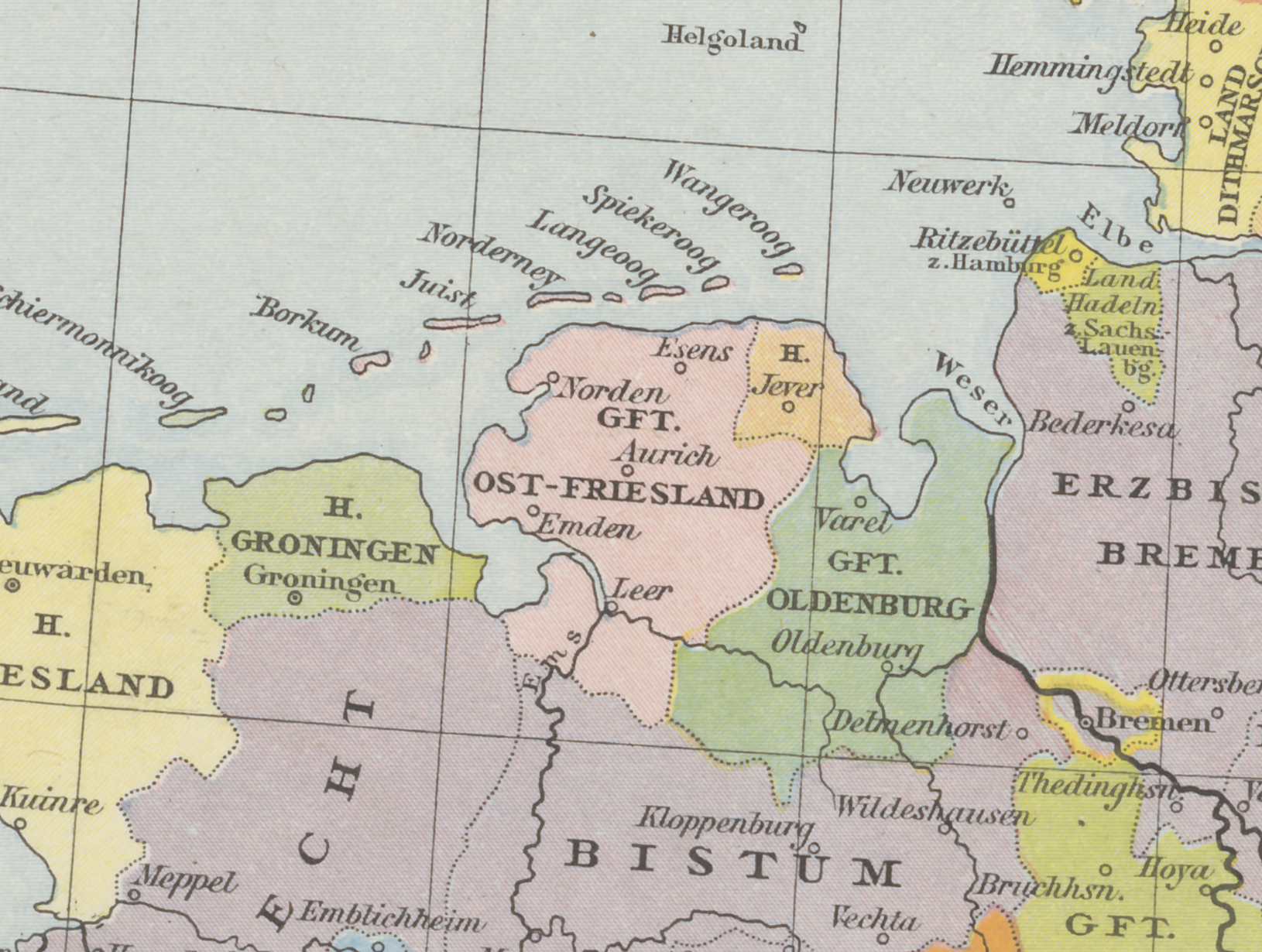
Die Herrschaft Jever um 1500

Christoph, auch Christoph, Junker zu Jever oder Christoffer, (* 1499; † 2. Juni 1517 in Jever) war als Ostfriesischer Häuptling kurzzeitig Regent der Herrschaft Jever.

## Leben
Christoph war der einzige legitime Sohn von Edo Wiemken dem Jüngeren (* um 1454; † 19. April 1511), Häuptling zu Jever. Als der Vater starb, war Christoph elf oder zwölf Jahre alt. Zu seinem Vormund hatte Edo den Grafen Johann V. von Oldenburg (1482–1526), den Bruder von Christophs Mutter Heilwig von Oldenburg, bestellt. Vor Ort führten fünf Regenten aus dem niederen Häuptlingsadel des Jeverlandes die obrigkeitlichen Geschäfte. Die Herrschaft wurde einerseits vom lehnsherrlichen Autoritätsansprüchen des Grafen von Ostfriesland Edzard I. bedrängt, andererseits lag sie auch im oldenburgischen Interessensgebiet. Die Situation wurde umso kritischer, je enger sich 1513 die von Herzog Georg von Sachsen als Gubernator von Friesland inspirierte wettinisch-welfische, auch Oldenburg eng einbeziehende, Fürstenallianz gegen den geächteten Edzard I. knüpfte. Bei Ausbruch der sog. Sächsische Fehde im Januar 1514 und nachdem ostfriesische Verbände ins Land eingedrungen waren, reagierte man in Jever höchst gegensätzlich: Junker Christoph beurkundete am 7. Februar zu Oldenburg einen Beistandsvertrag mit den gegen Edzard verbündeten Fürsten. Allerdings schlossen zwei der Regenten und zwei jeversche Beamte 9. Februar in Burmönken ein Bündnis mit dem durch Bevollmächtigte vertretenen Grafen Edzard – zwar im Namen Christophs, aber wohl ohne sein Einverständnis. Auf den 14. Februar schließlich ist Christophs Fehdebrief an Edzard datiert, der während der gesamten Sächsischen Fehde hielt der Junker an der Allianz gegen den ostfriesischen Grafen fest.
Christoph starb am 2. Juni 1517 plötzlich und ohne erkrankt zu sein. Eventuell wurde er vergiftet, wobei man Edzard von Ostfriesland als Drahtzieher vermutete. Edzard war jedenfalls der politische Nutznießer: Im Oktober 1517 drängte er sich den – ebenfalls noch unmündigen – Schwestern Christophs als Beschützer auf.